# Storia della lingua ceca
La lingua ceca si è sviluppata intorno al X secolo dalla lingua proto-slava.

## Periodi

### Proto-Ceco
Viene chiamato Proto-ceco il più antico stadio di sviluppo della lingua ceca come una lingua separata (dalla fine del X secolo ad approssimativamente la metà del XII secolo). I linguisti riconoscono la ricostruzione solo per il fatto che non esistono documenti scritti del periodo. Il latino, e limitatamente l'antico slavo ecclesiastico, venivano usati come lingue letterarie.
I più antichi cambiamenti dal proto-slavo erano gli stessi per tutti i dialetti slavi occidentali. Soprattutto la palatalizzazione della consonante velare ch → š (vьšь, tutto), mentre → s (vьsь) si è sviluppata nei dialetti slavi orientali e meridionali.
Altri cambiamenti ebbero luogo durante il X secolo:
- la contrazione del gruppo vocale + j + vocale (dobriji → dobr'í, dobroje → dobré, buono);
- la caduta degli jer secondo la Legge di Havlík (bъzъ → bez, bъza → bza (gen.), in seguito bezu, sambuco);
- la denasalizzazione delle nasali ę [ẽ] → ä ed ǫ [õ] → u.

La caduta degli jer avvenne secondo la regola che gli jer presenti in posizione dispari dalla fine caddero, mentre gli jer (sia ъ che ь, a differenza di altre lingue slave) in posizione pari divennero e.  Essa rafforzò il contrasto fonologico tra le consonanti palatalizzate e non, e provocò l'alternanza della "e" epentetica ed 0 (fonema zero). Venne rafforzato anche il contrasto della quantità vocalica. La depalatalizzazione delle consonanti che precedevano e ed ä ebbe luogo in seguito, quindi la frequenza delle consonanti palatalizzate venne diminuita, ma allo stesso tempo ciò rafforzò il contrasto di palatalizzazione. Il cambiamento di ’ä → ě ed ä → a ebbe luogo alla fine del XII secolo.
Le vocali erano anteriori (ä, e, i, ě) e posteriori (a, o, u), e le anteriori avevano varianti allofone posteriori e viceversa. Tutte le vocali potevano essere sia lunghe che corte. Le consonanti si divisero in dure (b, p, v, m, t, d, r, l, n, c, z, s, k, g, ch) e molli, palatali o palatalizzate (t', d', r', l', n', c', s', z', č, š, ž, j, ň). Questa divisione divenne basilare per lo sviluppo successivo.
Nella declinazione nominale, la divisione tradizionale secondo la radice della parola venne progressivamente rimpiazzata dal principio del genere (maschile, femminile e neutro). C'erano inoltre tre numeri: singolare, duale e plurale.
Il duale veniva applicato anche nella coniugazione verbale. Il passato veniva espresso dall'aoristo, l'imperfetto, il perfetto ed il piuccheperfetto. Il futuro non era ancora un tempo stabilizzato, il presente veniva infatti spesso usato al suo posto. Il contrasto tra l'aspetto perfettivo ed imperfettivo non era ancora abbastanza sviluppato, esistevano verbi biaspettuali e verbi senza aspetto. Il supino proto-slavo veniva usato dopo i verbi di moto, ma venne rimpiazzato dall'infinito, pur lasciando una traccia: l'attuale desinenza di infinito in -t, che deriva dal supino.

### Ceco arcaico
Questo periodo si estende dalla metà del XII secolo alla fine del XIII secolo. I primi documenti scritti, bohemica (nomi cechi in testi in lingua straniera), glosse (traduzioni ceche di parole e frasi scritte in aggiunta a testi stranieri) e note (non relative ai testi originali), vengono da questo periodo.
La più antica frase ceca venne annotata nella carta di fondazione del capitolo di Litoměřice all'inizio del XIII secolo:
Pauel dal geʃt ploʃcoucih zemu

Wlah dalgeʃt dolaʃ zemu iʃuiatemu ʃcepanu ʃeduema duʃnicoma bogucea aʃedlatu
(trascritto in alfabeto ceco moderno: Pavel dal jest Ploškovcích zem'u. Vlach dal jest Dolás zem'u i sv'atému Ščepánu se dvěma dušníkoma Bogučeja a Sedlatu.)
I testi venivano scritti in un'ortografia primitiva che utilizzava le lettere dell'alfabeto latino senza modifiche anche per i suoni che non appartenevano al latino. La lettera c, ad esempio, denotava k, c così come č. Ciò portò a varie ambiguità che divennero serie specialmente nei nomi. In seguito durante il XIII secolo, l'ortografia digrafa (spřežkový pravopis) cominciò a comparire, anche se non sistematicamente. Combinazioni di lettere (digrafi) venivano usato per esprimere suoni cechi, es. rs per ř.
Si ebbero grandi cambiamenti nella fonetica. Le varianti anteriori e posteriori delle vocali vennero eliminate, es. ’ä → ě (ie) ed ’a → ě (v'a̋ce → viece, più, p'äkný → pěkný, carino). In morfologia, questi cambiamenti ampliarono la differenza tra i nomi deboli ed i nomi forti (sedláka, contadino (gen.) / oráčě, aratore (gen.); města, città / mor'ě, mari; žena, donna x dušě, anima) così come nei verbi (volati, chiamare / sázěti; piantare). La l dura sillabica cambiò in lu (Chlmec → Chlumec, dĺgý → dlúhý, lungo), al contrario della l’ dolce. Il passaggio di g a ɣ, e quindi in seguito a h, ha avuto luogo in tutto il periodo fino al XII secolo.
In seguito le alveolari palatali divennero sibilanti (t' → c', d' → dz’ e r' → rs’). Ad ogni modo, c’ e dz’ scomparvero poco dopo, ma il passaggio r' → rs' → ř divenne permanente.
La morfologia differisce di poco dal Proto-ceco.

### XIV secolo
Nel XIV secolo, il ceco cominciò a penetrare nei vari stili letterari. Verso la fine del secolo cominciarono ad apparire documenti ufficiali in ceco. L'ortografia digrafa veniva normalmente applicata.
La vecchia ortografia digrafa (starší spřežkový pravopis) era: 
| Vecchia ortografia | Ortografia moderna |
| ------------------ | ------------------ |
| ch                 | ch                 |
| chz                | č                  |
| cz                 | c                  |
| g                  | j                  |
| rs, rʃ, rz         | ř                  |
| s, ʃ               | ž                  |
| ʃʃ                 | š                  |
| w                  | v                  |
| v                  | u                  |
| zz                 | s                  |
| z                  | z                  |
| ie, ye             | ě                  |

I grafemi i ed y erano intercambiabili. La lunghezza vocalica non veniva segnalata di solito e le lettere doppie venivano usate raramente. Regole obbligatorie non esistevano, perciò il sistema non veniva sempre applicato precisamente.
Dopo il 1340, venne applicata la tarda ortografia digrafa (mladší spřežkový pravopis):
| Tarda ortografia | Ortografia moderna |
| ---------------- | ------------------ |
| ch               | ch                 |
| cz               | č o c              |
| g                | j                  |
| rs, rʃ, rz       | ř                  |
| s, ʃ             | s o š              |
| ʃʃ               | s o š              |
| w                | v                  |
| v                | u                  |
| z                | z                  |
| y finale         | j                  |
| ie, ye           | ě                  |

I grafemi i ed y rimasero intercambiabili. I segni di punteggiatura venivano usati saltuariamente in varie forme, per denotare le pause.
Si ebbero i passaggi di ’u → i (kl'úč → klíč, chiave) ed ’o → ě (koňóm → koniem, cavalli (dat.)). La cosiddetta grande depalatalizzazione storica (hlavní historická depalatizace), iniziata nel XIII secolo, ebbe termine. Le consonanti palatalizzate (deboli) si confusero con le loro controparti dure o divennero consonanti palatali (ď, ť, ň). La depalatalizzazione non riguardò al momento la l dura e quella debole, che si fusero in un'unica l mediana alla fine del XIV secolo. In questo contesto, il fonema ě [ʲe] scomparve. La ě corta si mutò in e o venne reinterpretata come j + e (pěna [pjena], schiuma) prima delle consonanti labiali nella pronuncia. La ě lunga venne dittongata in ie (chtieti, volere, čieše, calice, piesek, sabbia). Allo stesso tempo la ó lunga si dittongò in 
uo (sól → suol, sale).
Nella pronuncia l'assimilazione regressiva di sonorità venne rinforzata (con l'eccezione di h, ř e v). La sonorità divenne la principale caratteristica di contrasto tra le consonanti dopo la scomparsa della palatalizzazione. La pronuncia originale di v era probabilmente bilabiale (come si è preservato in alcuni dialetti boemi orientali alla fine delle sillabe: diwnej, peculiare, stowka, un centinaio), ma nel XIV secolo, l'articolazione cambiò nella labiodentale sorda f. Una v- protetica si aggiunse a tutte le parole che cominciavano per o- (voko invece di oko, occhio) nei dialetti boemi a partire da questo periodo.
In morfologia, il futuro dei verbi imperfettivi si fissò definitivamente. La tipologia budu volati (chiamerò) ebbe la prevalenza su altre tipologie (chc'u volati, voglio chiamare, jmám volati, ho da chiamare, e budu volal, sarò + participio passato). La caratteristica contrastiva dell'aspetto si stabilizzò insieme alla funzione perfettivizzante dei prefissi e a quella imperfettivizzante dei suffissi. Come conseguenza l'aoristo e l'imperfetto sparirono a poco a poco e vennero rimpiazzati dal perfetto (adesso chiamato semplicemente passato o preterito, dato che è l'unico tempo passato in ceco). Si formò inoltre la voce passiva perifrastica dei verbi.

### Periodo hussita
Per periodo hussita s'intende il lasso di tempo nel XV secolo dall'inizio dell'attività predicativa di Jan Hus all'inizio dell'umanismo ceco. Il numero di letterati aumentò considerevolmente e il ceco penetrò completamente nell'amministrazione burocratica.
Intorno al 1406, venne suggerita una riforma dell'ortografia nel De orthographia Bohemica, un'opera attribuita a Jan Hus – la cosiddetta ortografia diacritica (diakritický pravopis). Per annotare le consonanti deboli, i digrafi venivano rimpiazzati da un punto sopra le lettere. L'accento acuto venne utilizzato per distinguere la lunghezza vocalica. Si preservarono solo il digrafo ch ed il grafema w. Venne eliminata l'intercambiabilità dei grafemi i ed y. Poiché la proposta fu di un solo individuo, questo sistema grafico venne accettato lentamente, e venne a lungo simultaneamente usato con l'ortografia digrafa.
Come conseguenza della perdita della palatalizzazione la differenti pronunce di y ed i si fusero in una sola. Questa mutazione provocò il dittongamento ý → ej nel ceco comune (il diffuso interdialetto boemo). Avvennero anche altri cambiamenti in questo periodo: il dittongamento ú → ou (scritto au, la pronuncia era probabilmente differente da oggi), la monottongazione ie → í (miera → míra, misura) ed uo → ú. Il dittongo uo veniva a volte trascritto come o a mo' di anello sopra la lettera u, dando vita così al grafema ů (kuoň → kůň). L'anello venne quindi reinterpretato come un segno diacritico che segnalasse la lunghezza dal cambio di pronuncia.
Il contrasto di animatezza nella declinazione maschile non è ancora completamente definito, e non viene applicato agli animali (vidím pána, vedo un signore / vidím pes, vedo un cane). L'aoristo e l'imperfetto scomparvero dallo stile letterario prima della fine del secolo.

### Periodo umanistico
Con periodo umanistico s'intende il lasso di tempo della maturazione del ceco come lingua letteraria dal XVI secolo fino all'inizio del XVII secolo. L'ortografia dei testi scritti non è ancora unificata, i digrafi vengono ancora usati in varie forme. Dopo l'invenzione della stampa, venne adottata la cosiddetta Ortografia Brethren (bratrský  pravopis) nei documenti stampati. La Bibbia di Kralice (1579 – 1593), la prima traduzione completa della Bibbia in ceco da parte dell'Unità di Brethren, divenne la base della lingua ceca letteraria. L'ortografia era prevalentemente diacritica, il punto delle consonanti debole venne rimpiazzato dall'háček che era usato nelle lettere č, ď, ň, ř, ť, ž. La lettera š veniva scritta soprattutto in posizione finale di parola, il digrafo ʃʃ veniva scritto nel mezzo. Il grafema ě cominciò ad essere usato alla maniera di oggi. La lunghezza vocalica veniva segnalata dall'accento acuto, ad eccezione della ů derivata dalla ó originale. La í veniva trascritta come ii per motivi tecnici, in seguito venne scritta ij, ed infinej. Il suono [j] veniva trascritto g o y, il suono [g] a volte veniva trascritto usando il grafema ǧ. La w veniva mantenuta, la v semplice denotava la u ad inizio di parola. Il dittongo ou veniva trascritto au. La y dura veniva sempre scritta dopo c, s, z (cyzý, straniero). La sintassi complicata, influenzata dai testi latini, richiedeva un miglioramento della punteggiatura. Ad ogni modo, la virgola veniva usata a seconda delle pause della pronuncia, non nella sintassi. Il punto fermo, i due punti, il punto interrogativo ed il punto esclamativo venivano ormai largamente usati. Furono inoltre pubblicate le prime grammatiche a scopo tipografico.
Nella pronuncia, il passaggio ý → ej venne stabilizzato, ma compariva solamente in testi di livello minore. La dittongazione di ú → ou venne inoltre stabilizzata (ma au rimase ancora nell'ortografia). La sillaba mě [mje] cominciò ad essere pronunciata [mňe]. Il passaggio aj → ej (daj → dej, dai (imperativo), vajce → vejce, uovo) ebbe luogo, ma venne applicato ad aj tautosillabico, non ad aj eterosillabico (dají, daranno, vajec, uova – gen. pl.).
In morfologia, la differenza tra maschili animati ed inanimati venne completata e perfezionata (vidím psa).

### Periodo barocco
Il periodo dalla seconda metà del XVII secolo all'ultima parte del XVIII secolo fu segnato da confische ed emigrazione della fascia acculturata della popolazione ceca dopo la battaglia della Montagna Bianca. La funzione della lingua letteraria venne limitata; venne dapprima abbandonata nel campo scientifico, in letteratura in seguito, ed infine nell'amministrazione. Lo stile letterario venne coltivato solo da cechi espatriati. Lo zenith e, contemporaneamente la fine della fioritura del prestigioso stile letterario, fu rappresentato dalle opere di Jan Amos Komenský.
Le modifiche nella fonologia e nella morfologia della lingua letteraria ebbero termine nel periodo precedente. Solo la lingua parlata continuò il suo sviluppo nel paese. Come conseguenza del forte isolamento, le differenze tra i dialetti vennero rafforzate. Soprattutto i dialetti moravi e slesiani si svilupparono in maniera molto diversa dal ceco comune.
I documenti stampati adottavano la stessa ortografia del periodo precedente. Solo non si differenziavano più i due tipi di l. Il punto e virgola veniva usato come segno di punteggiatura per una migliore organizzazione dell'eccessiva e complicata sintassi. I digrafi con elementi diacritici irregolari venivano ancora usati nei manoscritti.
Le prime idee di un Rinascimento Nazionale si ebbero nelle opere di difesa del ceco. La prima opera di questo tipo fu la Dissertatio apologenetica pro lingua Slavonica, praecipue Bohemica ("La difesa della lingua slava, del ceco in particolare"), scritta in latino da Bohuslav Balbín.

### Rinascimento nazionale
S'intende con Rinascimento nazionale il periodo tra il 1780 ed il 1840. L'abolizione della servitù della gleba nel 1781 causò la migrazione di numerosi abitanti delle campagne verso le città, e ciò fece risvegliare le idee di un rinascimento per la lingua ceca. Ad ogni modo la lingua popolare e i generi letterari del periodo precedente erano estranei alla cultura illuminista. La lingua letteraria della fine del XVI secolo e delle opere di Comenio divenne il punto d'inizio per la nuova codifica del ceco letterario. Tra i vari tentativi di codifica, la grammatica di Josef Dobrovský venne generalmente accettata. Già da questo periodo si ebbero vari tentativi puristici per "ripulire" la lingua dai germanismi (sia reali che fittizi). La pubblicazione del Dizionario Ceco-Tedesco (1830-1835) di Josef Jungmann contribuì al rinnovamento del vocabolario ceco. Grazie all'entusiasmo degli scienziati cechi, si creò una terminologia scientifica ceca.
Pian piano l'ortografia venne liberata dai relitti dell'ortografia Brethen. Secondo l'etimologia si, zi o sy, zy cominciarono ad essere scritte, cy venne sostituita da ci. Si ebbe una modernizzazione del carattere di stampa e ciò portò alla rimozione del digrafo ʃʃ e al suo rimpiazzamento da parte della lettera š. La í lunga rimpiazzò j, e j rimpiazzò g (gegj → její, di lei). Nel 1840, la w venne rimpiazzata da v ed ou rimpiazzò il tradizionale au. In tal modo l'ortografia assunse l'attuale aspetto. Secondo il modello tedesco, la punteggiatura abbandonò in principio della pausa e si adeguò a segnalare la sintassi.
La letteratura artistica si riempì spesso di arcaismi e non rispettava il naturale sviluppo della lingua parlata. Ciò fu dovuto ai tentativi di raggiungere uno stile letterario aulico.

### Ceco moderno

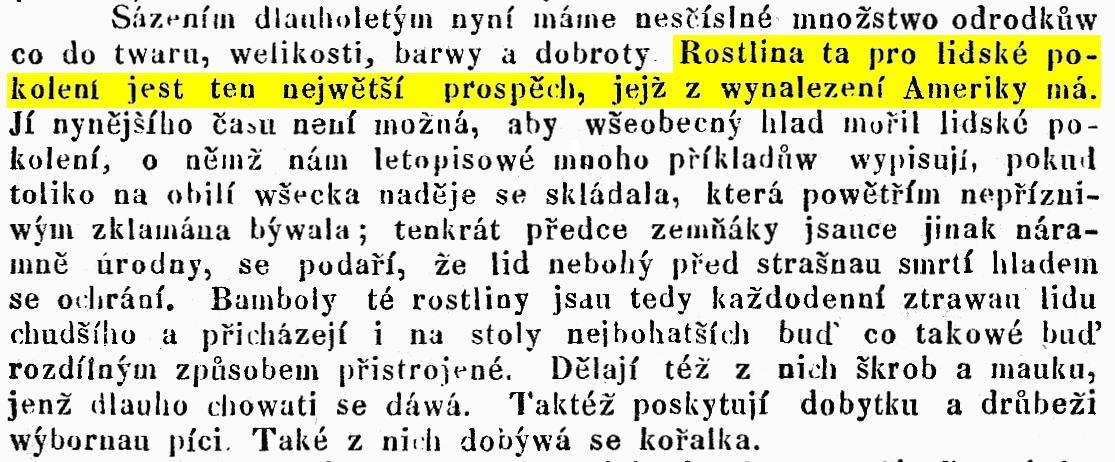
Esempio tratto dal libro Všeobecný rostlinopis. Díl 2 (1846)

Il ceco letterario non fu più un problema esclusivo della classe intellettuale fin dal 1840. Il giornalismo si stava sviluppando e le opere artistiche si avvicinarono alla lingua parlata, specialmente nella sintassi. Nel 1902 Jan Gebauer pubblicò le prime "Regole dell'Ortografia Ceca", che contenevano anche osservazioni sulla morfologia.
Durante il XX secolo, svariati elementi della lingua parlata penetrarono nel ceco letterario. L'ortografia delle parole straniere venne "cechificata" a seconda della loro reale pronuncia, specialmente scrivendo z invece di s e segnalando la lunghezza vocalica (es. gymnasium → gymnázium, liceo). I cambiamenti sociali dopo la seconda guerra mondiale (1945) portarono ad una graduale diminuzione delle differenze tra i dialetti. Dalla seconda metà del XX secolo, elementi del ceco comune si erano diffusi anche nelle regioni che in precedenza non ne risentivano, come conseguenza dell'influenza dei media.